# Oscar Isaac
Oscar Isaac (nascut Óscar Isaac Hernández Estrada; Guatemala, 9 de març de 1979) és un actor i cantant guatemalenc-nord-americà. Es va popularitzar pels seus papers principals en Inside Llewyn Davis (2013), per la qual va rebre una nominació al Globus d'Or, L'any més violent (2014) i ExMachina (2015).

## Biografia
Isaac va néixer a la ciutat de Guatemala, Guatemala, de pare cubà, Óscar Gonzalo Hernández, i mare guatemalenca, María Eugenia Estrada Nicolle. La seva àvia materna era d'origen francès. Als quatre mesos d'edat es va traslladar a Miami, Florida, on va créixer. A Miami, tocava la guitarra i cantava per a la seva banda The Blinking Underdogs. S'ha definit com una persona «molt cristiana».

## Carrera

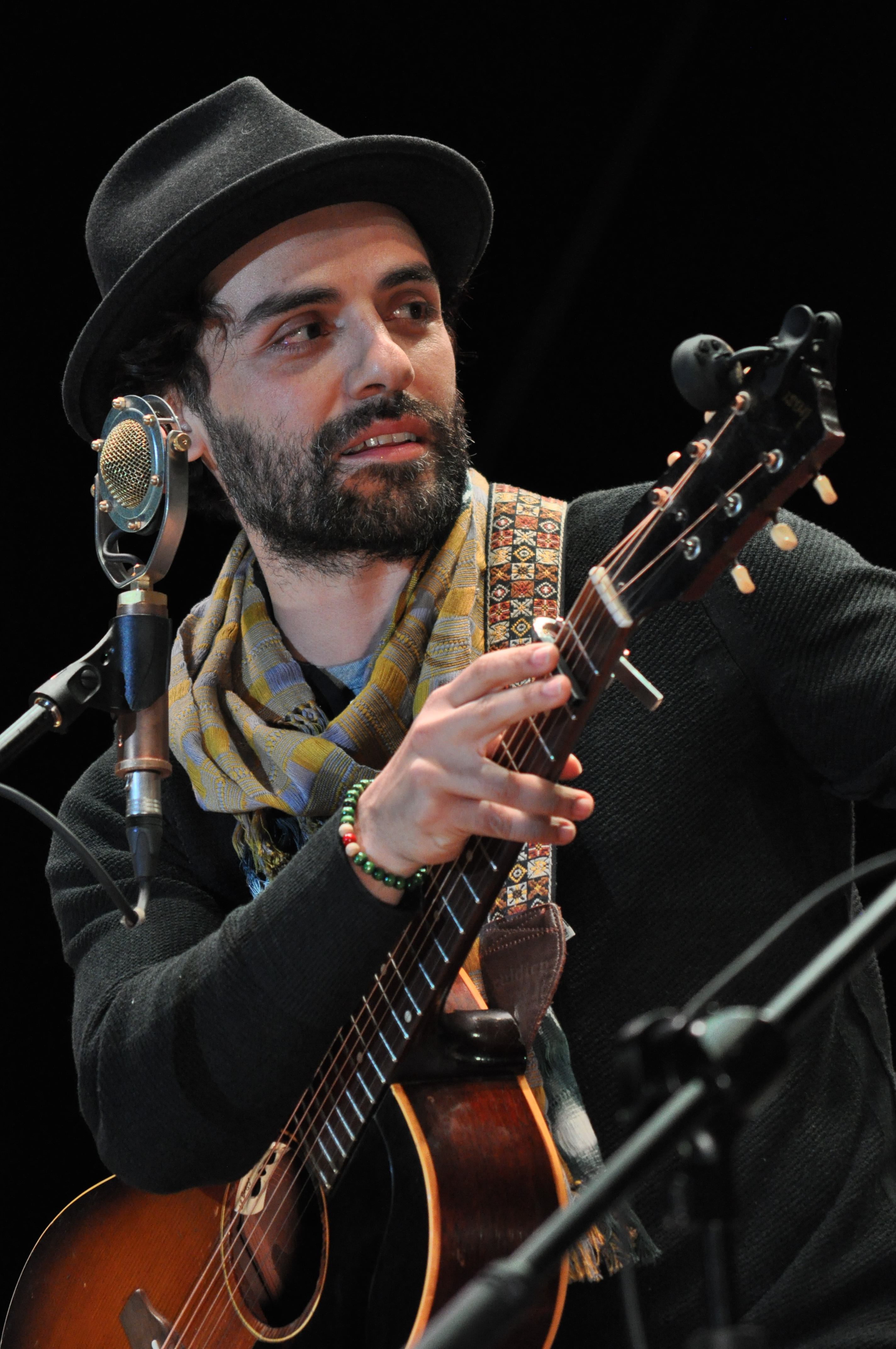
Isaac actuant a la Universitat Francisco Marroquín al febrer de 2015.

Graduat a la prestigiosa escola Juilliard de Nova York en 2005, el primer paper important d'Isaac va ser el de San José en The Nativity Story el 2006, compartint el seu protagonisme amb la nominada al Premi Óscar Keisha Castle-Hughes. Ha tingut petits papers en pel·lícules com All About the Benjamins i en Che. Va fer una aparició televisiva a Law & Order: Criminal Intent. En teatre, ha participat en dues obres de William Shakespeare: Romeo i Julieta, fent de Romeo, i Els dos gentilhomes de Verona en el Public Theater's "Shakespeare in the Park" de Nova York.
També va interpretar a José Ramos-Horta, expresident de Timor Oriental a la pel·lícula australiana Balibo, per la qual va guanyar el premi AACTA al millor actor en un paper secundari.
Posteriorment ha participat en Xarxa de mentides al costat de Leonardo DiCaprio i Russell Crowe i en Pu-239. En 2009 va treballar en Àgora, d'Alejandro Amenábar, un dels seus papers més ambiciosos, film en el qual va compartir cartell amb Rachel Weisz i Max Minghella.
Va participar en a Robin Hood, dirigida per Ridley Scott i protagonitzada per Russell Crowe, en el paper del rei Joan d'Anglaterra, germà petit de Ricard Cor de Lleó. Més tard aquest, mateix any, va interpretar a un guàrdia de seguretat en la pel·lícula W.I., que va ser dirigida per Madonna i estrenada al setembre de 2011. El mateix mes Isaac va actuar en el drama criminal Drive. També va tenir un paper de músic en 10 Years, interpretant una cançó pròpia, «Never Had». Aquest tema junt amb «You Ain't Goin Nowhere» van ser inclosos en la banda sonora de la pel·lícula.
En 2012 va participar en Cristiada, una pel·lícula d'Andy García. Al costat d'ell hi intervenen, entre d'altres, Eva Longoria i Peter O'Toole.
En 2013, Isaac va protagonitzar la pel·lícula Inside Llewyn Davis, escrita i dirigida pels germans Coen. Isaac va interpretar un cantant de folk talentós però sense èxit en un drama ambientat a Greenwich Village el 1961. La pel·lícula va guanyar el Gran Premi al Festival de Cannes de 2013. Pel paper de Llewyn, Isaac va rebre una nominació al Globus d'Or al millor actor en una pel·lícula musical o de comèdia. Va coprotagonitzar, al costat de Jessica Chastain, la pel·lícula de J. C. Chandor L'any més violent (2014), substituint l'actor Javier Bardem.
Ha aparegut a la seqüela de la trilogia de Star Wars: Episode VII, com a Poe Dameron i a X-Men: Apocalypse (2016) com a supervillà protagonista. També va ser protagonista de la miniserie d'HBO del 2015 Show Me a Hero amb el paper de Nick Wasicsko, que li va valer el premi Globus d'Or al millor actor en minisèrie o telefilm.
El 2016, Time va nomenar Isaac com una de les 100 persones més influents del món a la llista anual de Time 100. El 2017, Isaac va ser descrit com the best dang actor of his generation per Vanity Fair. El 2020, The New York Times el va classificar #14 en la seva llista dels 25 millors actors del segle xxi.
El 2018 va aparèixer a la pel·lícula Annihilation.

## Filmografia
| Denota produccions que encara no s'han estrenat | Denota produccions que encara no s'han estrenat |

### Cinema
| Any  | Pel·lícula                                      | Paper | Notes | Ref(s)        |
| ---- | ----------------------------------------------- | --- | --- | ------------- |
| 1998 | Illtown                                         | Pool Boy                                                                                                  | | [ 16 ]        |
| 2002 | All About The Benjamins                         | Francesco                                                                                                 | | [ 16 ]        |
| 2004 | Lenny the Wonder Dog                            | Detective Fartman                                                                                         | | [ 17 ]        |
| 2006 | Pu-239                                          | Shiv | | [ 18 ]        |
| 2006 | The Nativity Story                              | José de Natzaret                                                                                          | MovieGuide Award a la millor pel·lícula | [ 18 ]        |
| 2007 | The Life Before Her Eyes                        | Marcus | | [ 19 ]        |
| 2008 | Che                                             | Intèrpret/Narrador                                                                                        | | [ 18 ]        |
| 2008 | Bodi of Lies                                    | Bassam | | [ 18 ]        |
| 2009 | Agora                                           | Orestes                                                                                                   | | [ 18 ] [ 20 ] |

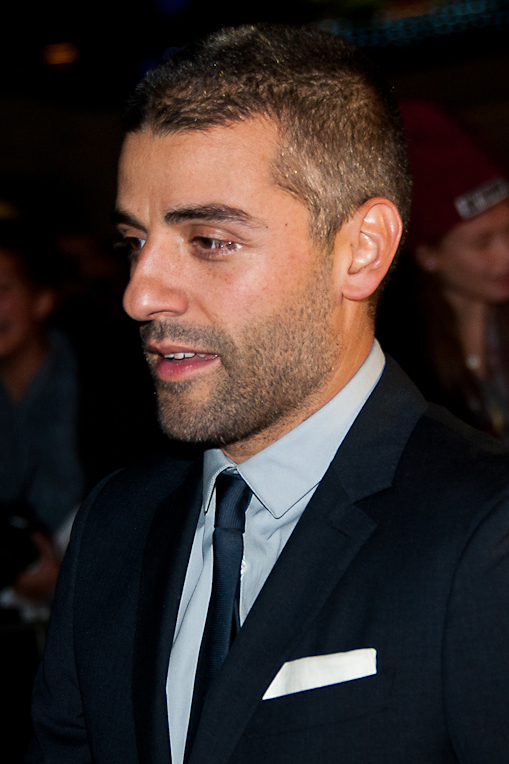
Isaac en l'estrena en el Festival de Cinema de Londres de Inside Llewyn Davis a l'octubre de 2013.

| 2009 | Balibo                                          | José Ramos-Horta                                                                                          | Premi AACTA com a Millor actor de repartiment Nominat - Film Critics Circle of Austràlia com a millor actor de repartiment | [ 18 ]        |
| 2010 | Robin Hood                                      | Joan I d'Anglaterra                                                                                       | | [ 18 ]        |
| 2011 | Sucker Punch                                    | Blue Jones                                                                                                | | [ 18 ]        |
| 2011 | W.I.                                            | Evgeni | | [ 18 ]        |
| 2011 | 10 Years                                        | Reeves | | [ 18 ]        |
| 2011 | Drive                                           | Standard Gabriel                                                                                          | | [ 18 ]        |
| 2012 | Cristiada                                       | Victoriano "El Catorze" Ramírez                                                                           | Nominat— ÀNIMA Award com Favorite Movie Actor: Supporting Role | [ 21 ]        |
| 2012 | Revenge for Jolly!                              | Cecil | | [ 18 ]        |
| 2012 | The Bourne Legacy                               | Outcome 3                                                                                                 | | [ 18 ]        |
| 2012 | Won't Back Down                                 | Michael Perry                                                                                             | | [ 18 ]        |
| 2013 | Inside Llewyn Davis                             | Llewyn Davis                                                                                              | Sant Diego Film Critics Society Award per Millor actor Premi Santa Bàrbara International Film Festival - Virtuós Nominat — Globo d'Or al millor actor - Comèdia o musicalNominado — Premi Independent Spirit al millor Premi Online Film Critics Society al millor actor Nominat — Premi Gotham al millor actor Nominat - New York Film Critics Circle Award al Millor actor (Tercer lloc) | [ 18 ]        |
| 2013 | In Secret                                       | Laurent LeClaire                                                                                          | | [ 18 ]        |
| 2014 | The Two Faces of January                        | Rydal Keener                                                                                              | | [ 18 ]        |
| 2014 | Ticky Tacky                                     | Lucien | Curtmetratge | [ 22 ]        |
| 2014 | A Most Violent Year                             | Abel Morales                                                                                              | National Board of Review al Millor Actor (empatat amb Michael Keaton)Nominat — Gotham Independent Film Award al millor actorNominated — Washington D. de C. Area Film Critics Association Award al millor actor | [ 18 ]        |
| 2015 | Ex Machina                                      | Nathan | | [ 18 ]        |
| 2015 | Mojave                                          | Jack | | [ 18 ]        |
| 2015 | Star Wars episodi VII: El despertar de la força | Poe Dameron                                                                                               | | [ 18 ]        |
| 2016 | X-Men: Apocalypse                               | En Sabah Nur/Apocalypse                                                                                   | | \|            |
| 2016 | The Promise                                     | Michael                                                                                                   | | [ 23 ]        |
| 2017 | Lightningface                                   | Basil Stitt                                                                                               | Curtmetratge; també productor executiu | [ 24 ]        |
| 2017 | Suburbicon                                      | Bud Cooper                                                                                                | | [ 18 ]        |
| 2017 | Star Wars: The Last Jedi                        | Poe Dameron                                                                                               | | [ 18 ]        |
| 2018 | Annihilation                                    | Kane | | [ 18 ]        |
| 2018 | Operation Finale                                | Peter Malkin                                                                                              | També productor | [ 18 ]        |
| 2018 | At Eternity's Gate                              | Paul Gauguin                                                                                              | | [ 18 ]        |
| 2018 | Life Itself                                     | Will Dempsey                                                                                              | | [ 25 ]        |
| 2018 | Spider-Man: Into the Spider-Verse               | Miguel O'Hara / Spider-Man 2099 (als crèdits oficials) "Interesting Person #1" (als crèdits de producció) | Cameo; paper de veu | [ 26 ] [ 27 ] |
| 2019 | Triple Frontier                                 | Garcia | | [ 28 ]        |
| 2019 | The Addams Family                               | Addams | Paper de veu | [ 29 ]        |
| 2019 | Star Wars: The Rise of Skywalker                | Poe Dameron                                                                                               | | [ 30 ]        |
| 2020 | The Letter Room                                 | Richard                                                                                                   | Curtmetratge; també productor executiu | [ 31 ]        |
| 2021 | The Card Counter                                | William Tell                                                                                              | | [ 32 ]        |
| 2021 | The Addams Family 2                             | Addams | Paper de veu | [ 33 ]        |
| 2021 | Dune                                            | Atreides                                                                                                  | | [ 34 ]        |
| 2022 | Big Gold Brick                                  | Anselm Vogelweide                                                                                         | També productor executiu | [ 35 ]        |
| 2023 | Spider-Man: Across the Spider-Verse             | Miguel O'Hara / Spider-Man 2099                                                                           | Paper de veu; en producció | [ 36 ]        |

### Televisió
| Any       | Títol                        | Paper                      | Notes                                                  | Ref(s) |
| --------- | ---------------------------- | -------------------------- | ------------------------------------------------------ | ------ |
| 2006      | Law & Order: Criminal Intent | Robbie Paulson             | Sèrie de televisió; Episodi: "The Healer"              | [ 37 ] |
| 2015      | Show Me a Hero               | Nick Wasicsko              | Paper principal                                        | [ 38 ] |
| 2018–2019 | Star Wars Resistance         | Poe Dameron                | Paper de veu recorrent en sèrie d'animació; 4 episodis | [ 39 ] |
| 2021      | Scenes from a Marriage       | Jonathan Levy              | Paper principal                                        | [ 40 ] |
| 2022      | Saturday Night Live          | Ell mateix                 | Episode: "Oscar Isaac/Charli XCX"                      | [ 41 ] |
| 2022      | Moon Knight                  | Marc Spector / Moon Knight | Paper principal; també productor executiu              | [ 42 ] |
| 2022      | Moon Knight                  | Steven Grant / Mr. Knight  | Paper principal; també productor executiu              | [ 42 ] |
| 2022      | Moon Knight                  | Lockley                    | Paper principal; també productor executiu              | [ 42 ] |
| 2022      | Marvel Studios: Assembled    | Ell mateix                 | Episodi: "Assembled: The Making of Moon Knight"        | [ 43 ] |
| 2022      | The Last Movie Stars         | Sydney Pollack             | Sèrie documental                                       | [ 44 ] |

## Teatre
| Any  | Obra                    | Paper                 | Teatre                                    |
| ---- | ----------------------- | --------------------- | ----------------------------------------- |
| 2005 | Two Gentlemen of Verona | Proteus               | Delacorte Theater - Nova York             |
| 2006 | Beauty of the Father    | Federico García Lorca | New York City Center-Stage II - Nova York |
| 2007 | Romeo & Juliet          | Romeo                 | Delacorte Theater - Nova York             |
| 2008 | Grace                   | Tom                   | Lucille Lortel Theatre - Nova York        |
| 2011 | We Live Here            | Daniel                | New York City Center-Stage I - Nova York  |